# Kőhalmi vár
A kőhalmi vár műemlék Romániában, Brassó megyében. A romániai műemlékek jegyzékében a BV-II-a-A-11769 sorszámon szerepel.

## Fekvése
Kőhalom városa mellett, a Várhegy tetején található.

## Története
Első írásos említése 1324-ből maradt fenn; ekkor Tamás erdélyi vajda ostromolta meg, mert az ellene fellázadt Henning szász gróf vette be magát ide. 1357-ben királyi vár volt. 1421-ben török pusztította. Tornyokkal megerősített falai feltehetőleg a 15–16. században épültek. Miután a 16. század végén a város birtokába került, a kőhalmi polgárok 1620 körül kiépítették a középső vár udvarát és a felső várat körülvevő kamrákat, kijavították a falakat, és kutat véstek az alsó várban. A középső kapu 1643-ban épült. 1661-ben Kösze Ali pasa elfoglalta, 1691-ben felszabadult, majd a császáriak helyreállították.
Az önálló Erdélyi Fejedelemség megszűnése után, 1691 és 1699 között a várat a császáriak újították fel. 1704-ben II. Rákóczi Ferenc csapatai harc nélkül foglalták el.
Hadi jelentőségét elvesztve a vár romlásnak indult. 2011 és 2013 között a Brassó megyei önkormányzat újíttatta fel az Európai Unió Regionális Operatív Programja támogatásával.

## Képek

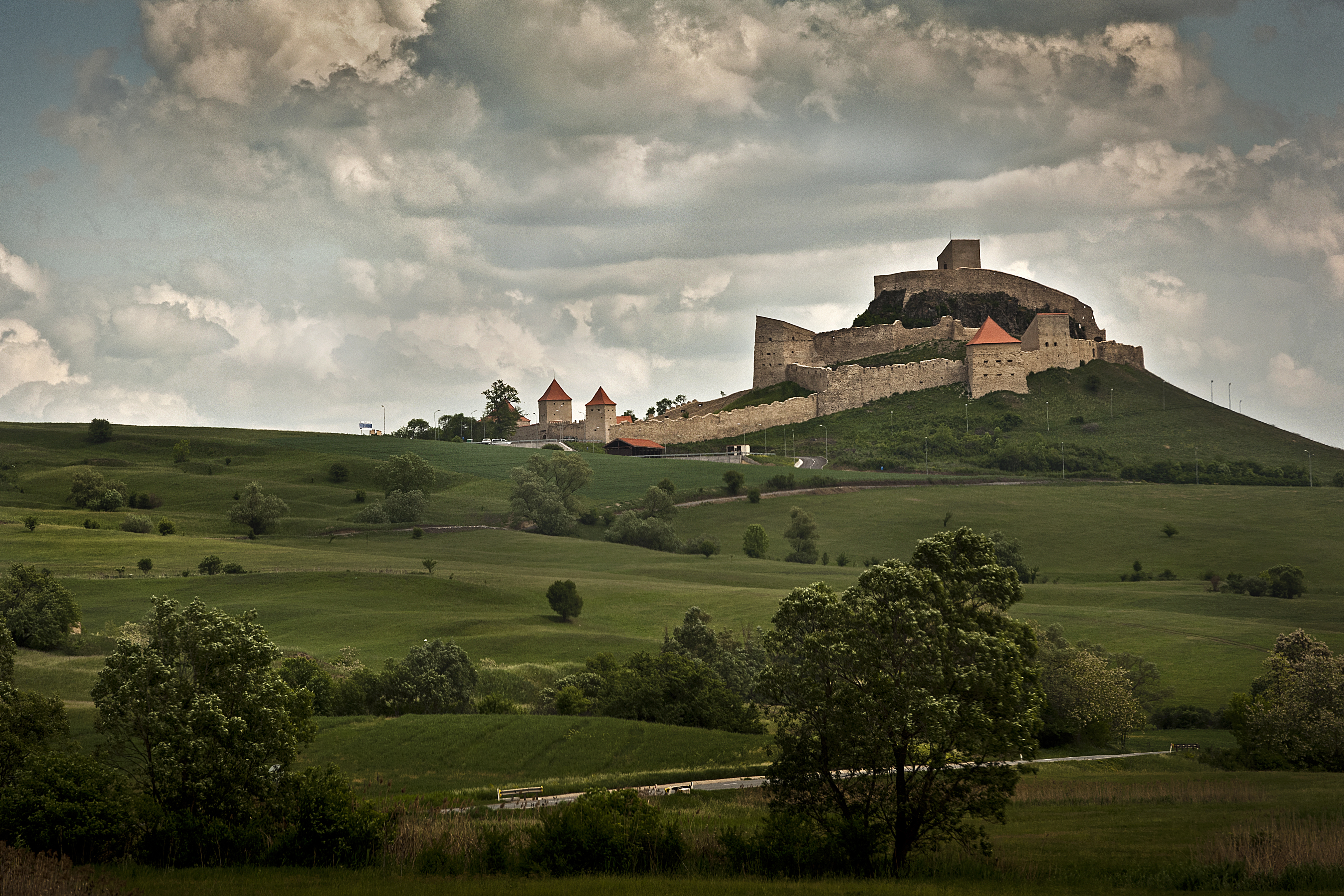
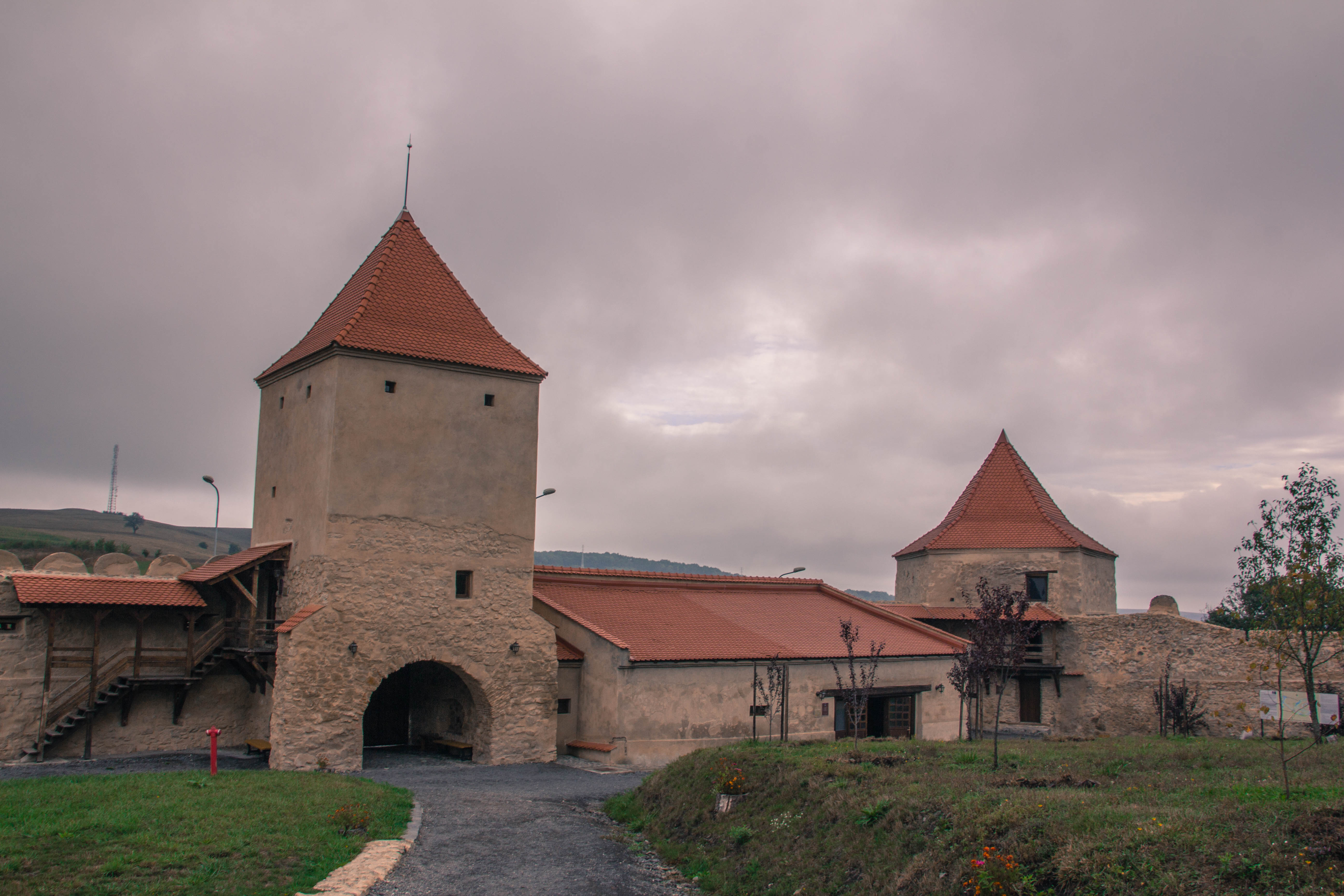
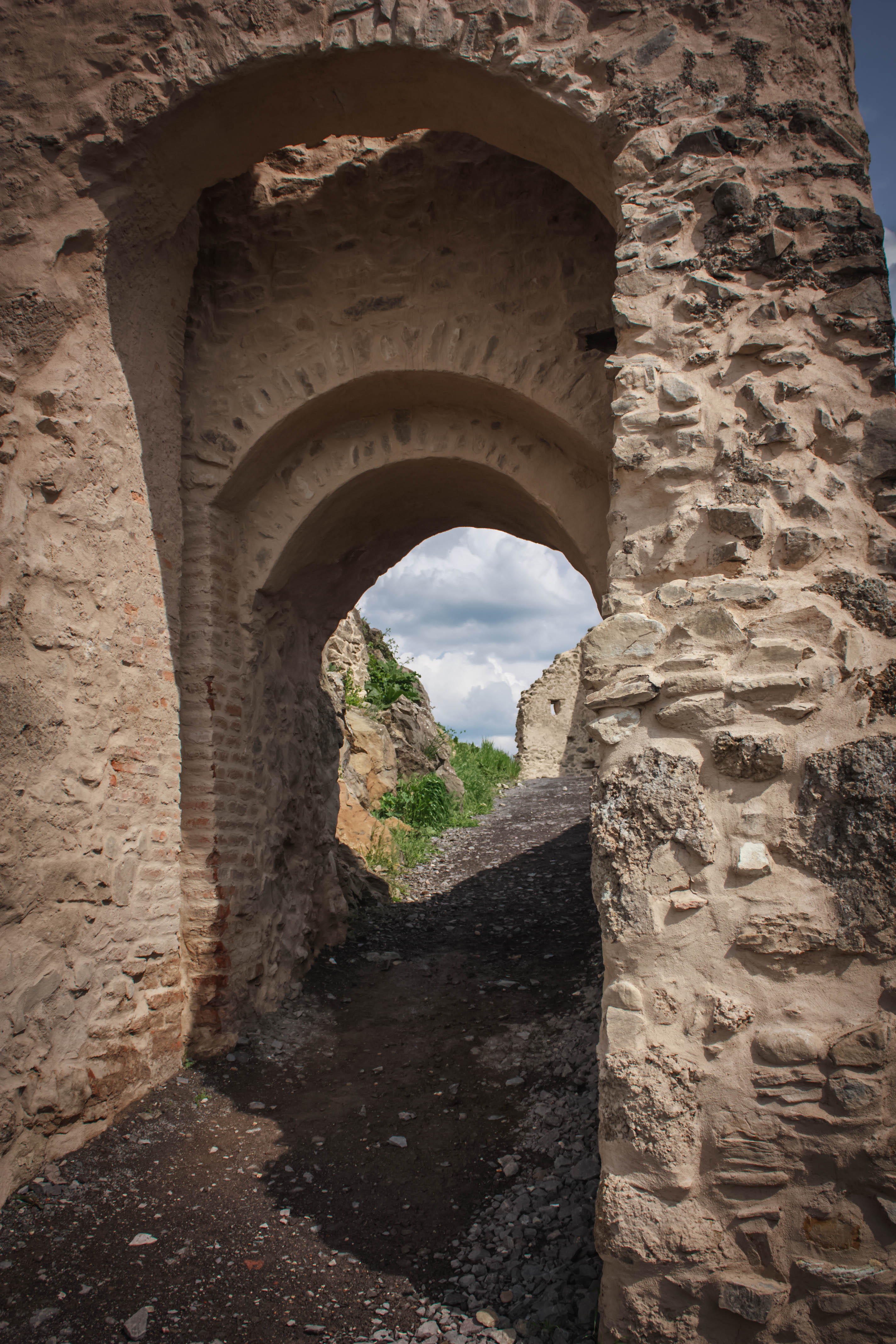
Bejárat a várba
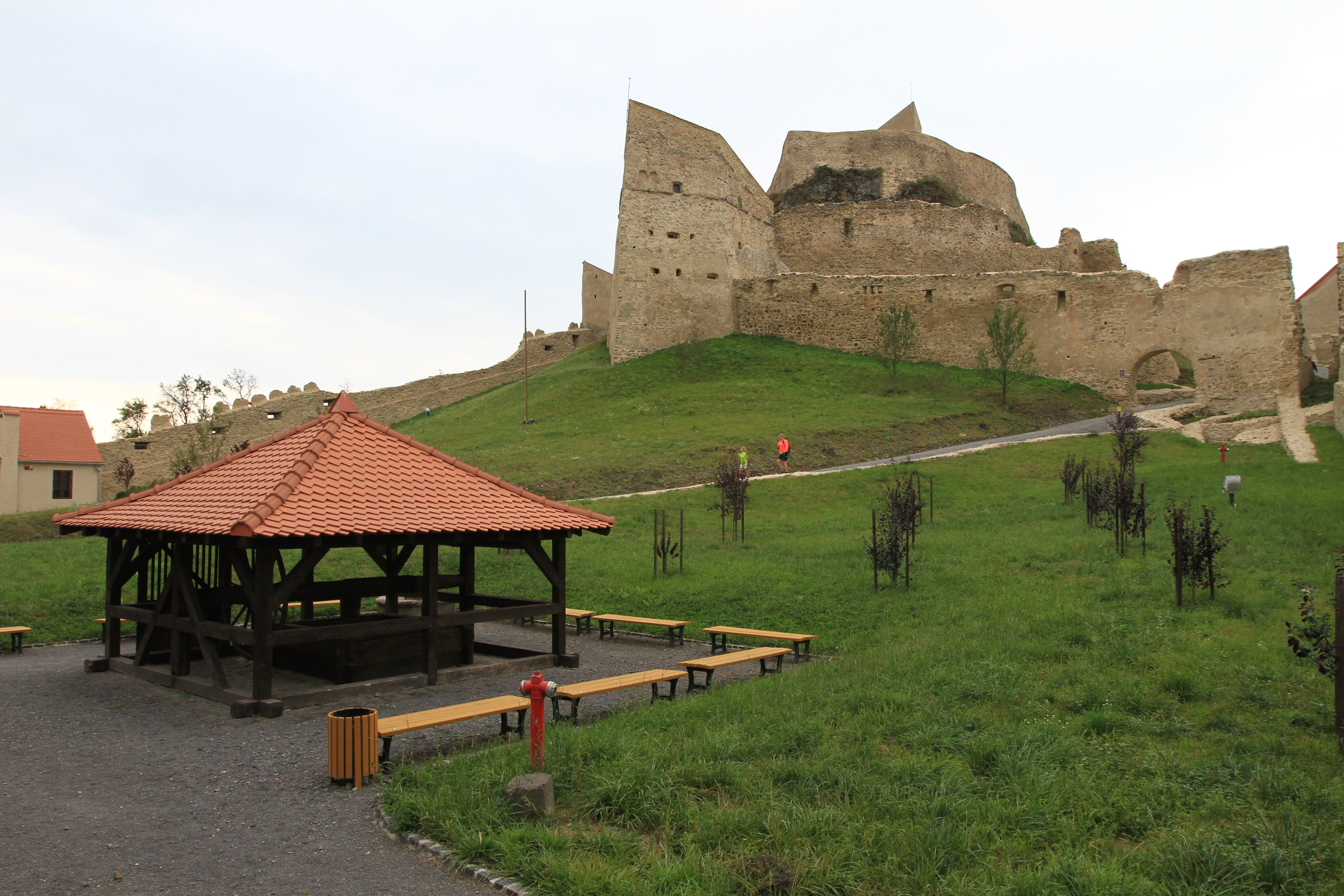
A vár kútja a várudvaron
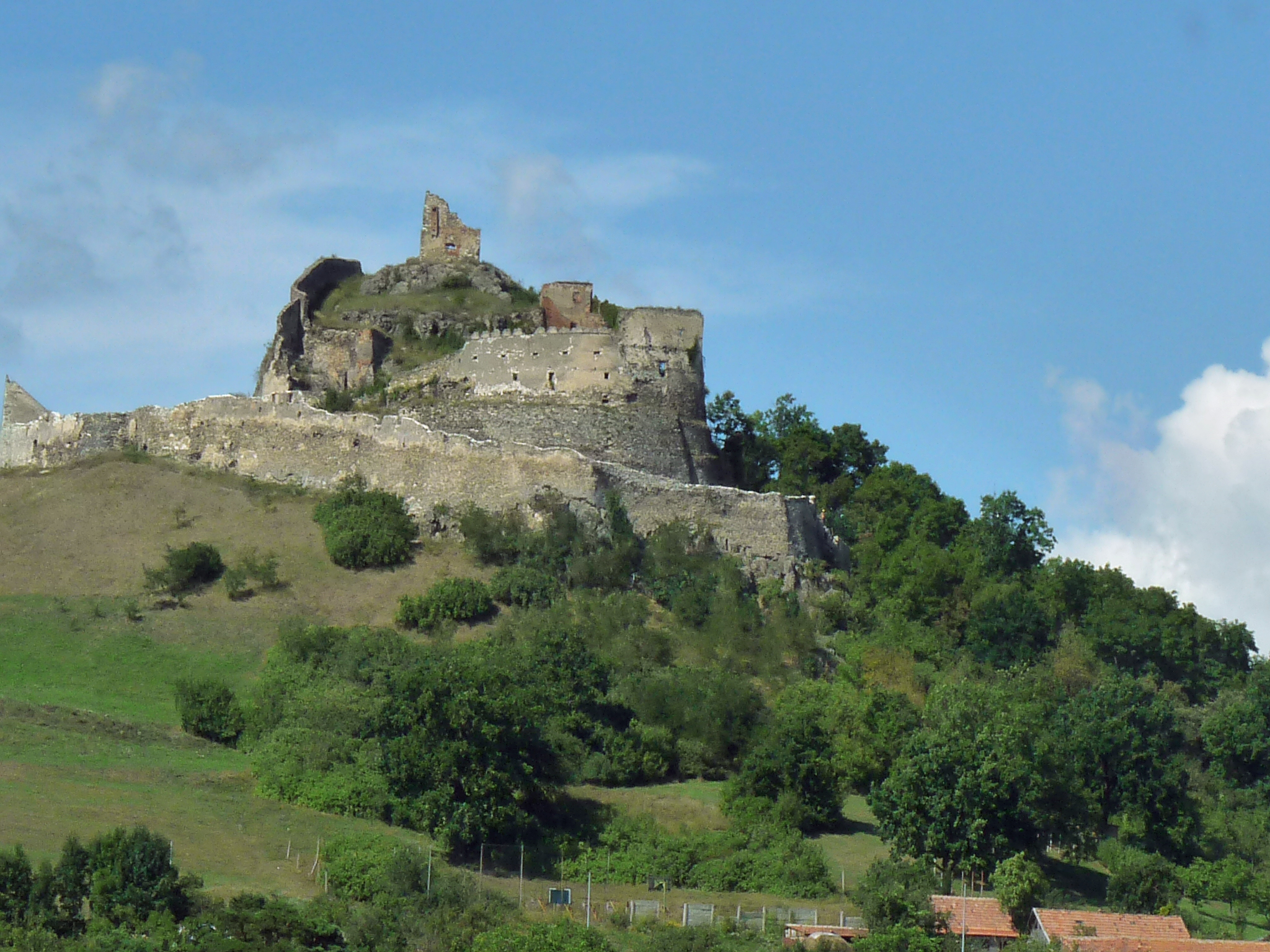
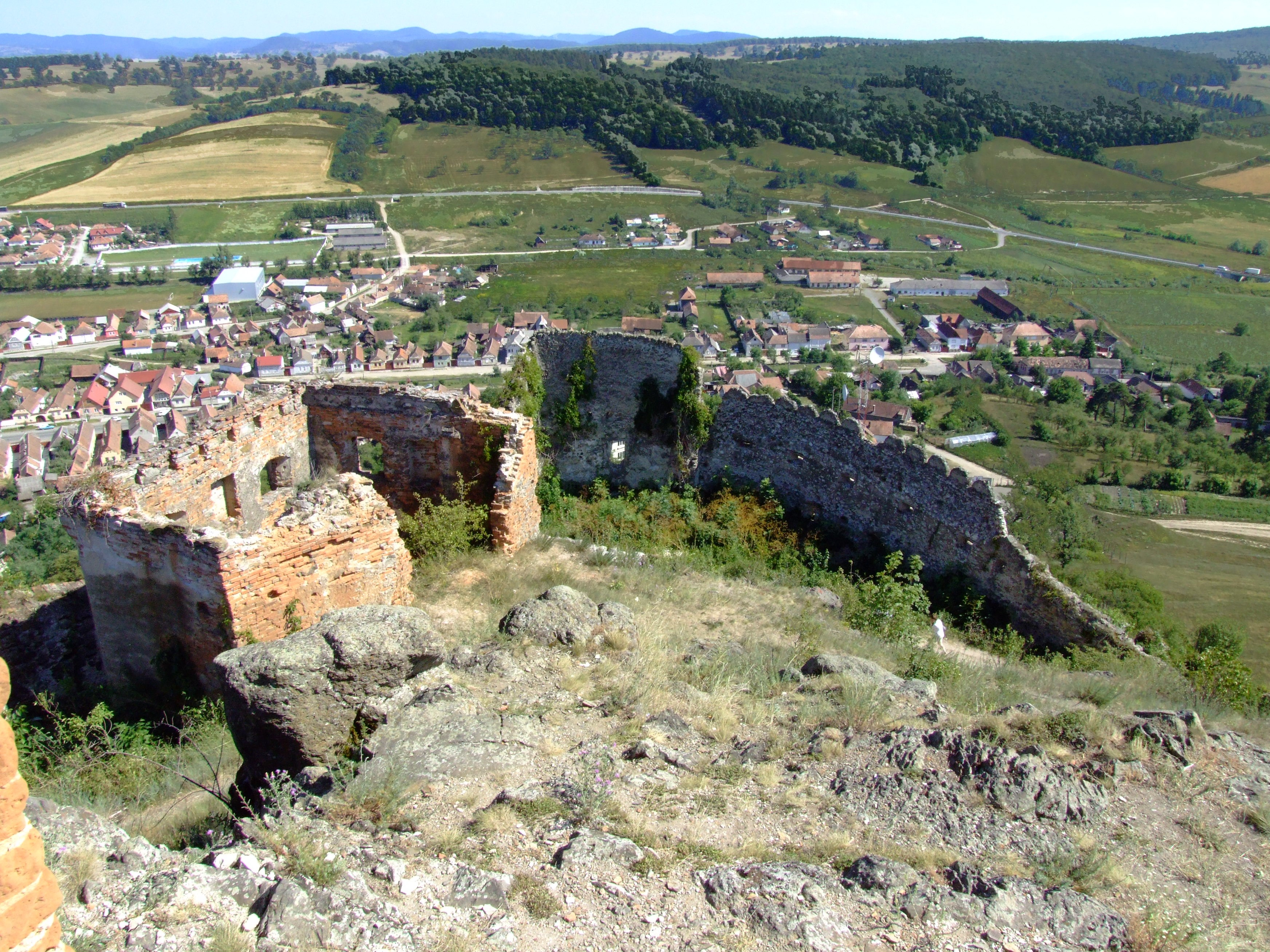
Régi falak